# Aarya Babbar
 (décembre 2016).
Aarya Babbar (pendjabi : ਆਰੀਆ ਬੱਬਰ, hindi : आर्य बब्बर) (né le 24 mai 1981  à Bombay) est un acteur indien qui apparaît dans plusieurs films de Bollywood et pendjabi.